# ويليام نيل
ويليام نيل (3 مارس 1904 في المملكة المتحدة - 26 أكتوبر 1955 بغلوستر في المملكة المتحدة) (بالإنجليزية: William Neale)‏ هو لاعب كريكت بريطاني (وحمل سابقاً جنسية المملكة المتحدة لبريطانيا العظمى وأيرلندا). لعب مع نادي مقاطعة غلوستر للكريكت ‏.

## وصلات خارجية
- ويليام نيل على موقع إي آس بي آن كريك إنفو (الإنجليزية)